# Pescia Fiorentina
Pescia Fiorentina est une frazione située sur la commune de Capalbio, province de Grosseto, en Toscane, Italie. Au moment du recensement de 2011 sa population était de 29 habitants.

## Géographie
Le village est situé à l'extrémité sud-est de la municipalité, à la frontière avec la région du Latium, non loin de l'homonyme Pescia Romana, dans la province de Viterbe. Il est à environ 6 km de Capalbio.
Aux XVe et XVIe siècles, il était un centre sidérurgique pour les matériaux ferreux de l'île d'Elbe.

## Monuments
- Villa del Fontino, ancienne douane
- Jardin des Tarots, environnement d’art constitué de sculptures monumentales créé par l'artiste française Niki de Saint Phalle